# Retabulum

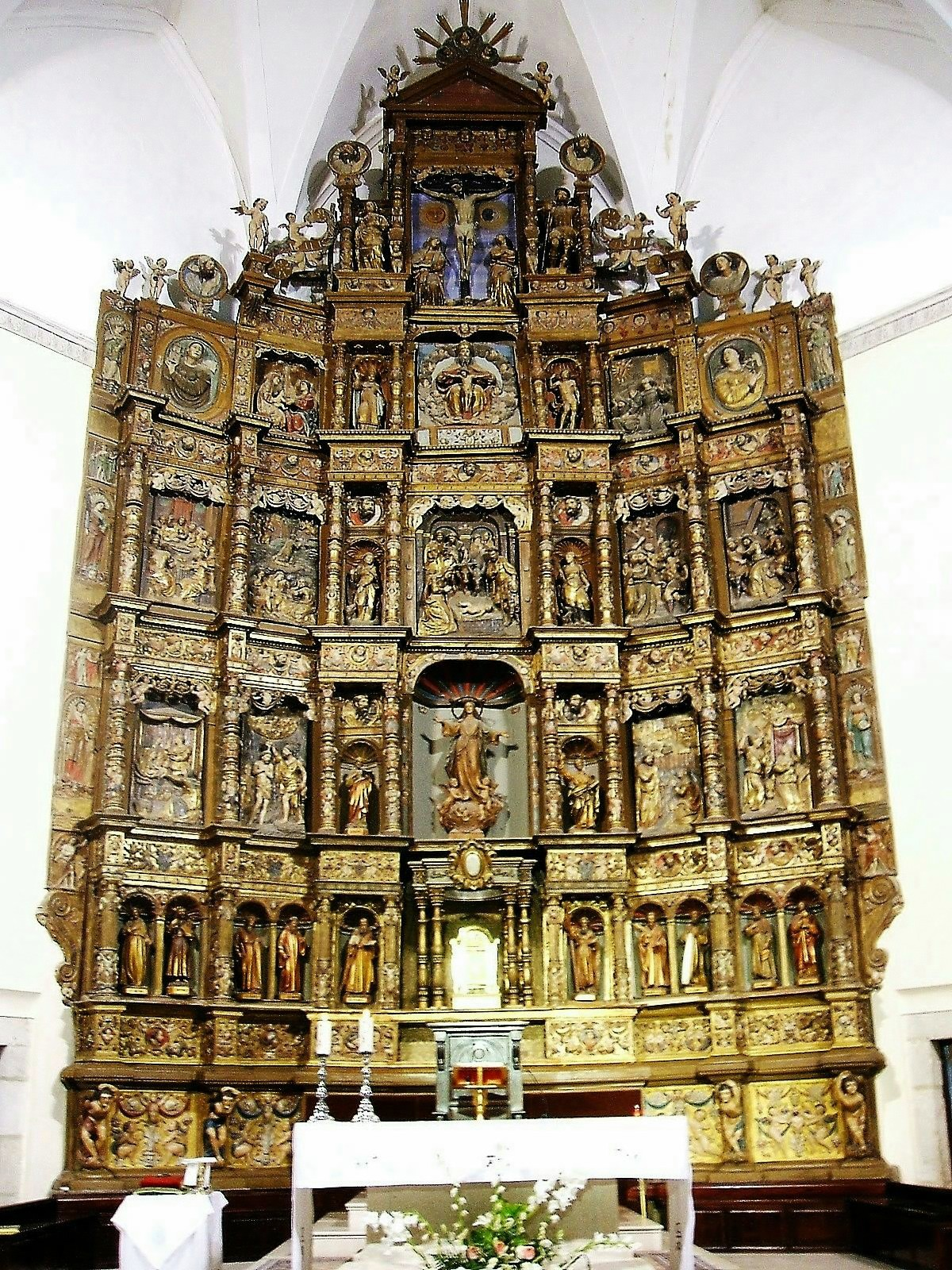
Retabulum v chrámu Iglesia de Nostra Señora de la Asuncion, Tarancón

Retabulum (původně latinsky retrotabulum = za deskou, počeštěně retábl) je oltářní nástavec, který stojí na oltářní menze. Může obsahovat sochy, reliéfy či obrazy. Od pozdního středověku měl podobu skříně, někdy obsahoval také svatostánek anebo relikvie.

## Historie
Ve středověku měl od 2. poloviny 13. století gotickou podobu jedné, dvou nebo tří desek. Od 14. století a v renesanci míval podobu skříně, často trojosé architektonické konstrukce: střední část tvořil korpus se sochou nebo obrazem uvnitř, široký nízký podstavec se nazýval predela, se dvěma otevíratelnými malovanými křídly po stranách to byl triptych, s více křídly polyptych. Rám tvořily sloupky s vimperky a fiálami. Renesanční retábl býval také diptych, v nástavci korpusu.
Barokní oltářní nástavce byly řezány ze dřeva i s obkladem oltářní menzy a s ní jednotně polychromovány, zlaceny či štafírovány. Měly zpravidla formu fasády sloupového řádu (často trojetážové, odstupněné), uprostřed s oltářním obrazem nebo edikulou pro sochu a s dalšími edikulami či volně stojícími sochami, přistavenými ke sloupům. Výzdoba oltářního nástavce zpravidla ikonograficky odpovídá zasvěcení dotyčného oltáře. 

### Česko
Monumentální retábula se dochovala ve stovkách chrámů. K nejvyšším v České republice patří:
- raně barokní retábl – kostel Panny Marie Sněžné v Praze, výška 29 metrů
- raně barokní retabl – kostel Panny Marie před Týnem v Praze
- renesanční Světelský oltář – kostel svaté Barbory v Adamově, přenesen z kláštera v rakouském Zwettlu, původní výška 16 metrů, nyní torzo 7 metrů